# Lucy Brown
Lucy Brown (nacida el 13 de febrero de 1979) es una actriz inglesa conocida principalmente por series de TV como Primeval.

## Filmografía
| Año  | Película                          | Papel                     | Notas                                           |
| ---- | --------------------------------- | ------------------------- | ----------------------------------------------- |
| 2002 | Murder                            | Periodista de TV          | Película de TV                                  |
| 2003 | Canterbury Tales                  |                           | Miniserie de TV (Episodio: "The Miller's Tale") |
| 2004 | Piccadilly Jim                    | Mujer de escaleras abajo  |                                                 |
| 2004 | Frances Tuesday                   | Louise                    | Película de TV (sin verificar)                  |
| 2004 | North and South                   | Ann Latimer               | Miniserie de TV (3 episodios)                   |
| 2005 | Peter Warlock: Some Little Joy    | Barbara Peache            | Película de TV                                  |
| 2005 | Malice Aforethought               | Ivy Ridgeway              | Película de TV                                  |
| 2005 | Whatever Love Means               | Georgina                  | Película de TV                                  |
| 2006 | Minotaur                          | Didi                      |                                                 |
| 2006 | Sharpe's Challenge                | Celia Burroughs           | Película de TV                                  |
| 2007 | Primeval                          | Claudia Brown/Jenny Lewis | serie de TV (19 episodios: 2007-09, 2011)       |
| 2008 | Harley Street                     | Maya                      | serie de TV (1 episodio: "Episode No.1.3")      |
| 2009 | The Philanthropist                | Deborah Rougeaux          | serie de TV (1 episodio: "Myanmar")             |
| 2009 | Midsomer Murders                  | Helen Markham             | serie de TV (1 episodio: "The Glitch")          |
| 2010 | Frost Giant                       | Sedna                     | Película de TV                                  |
| 2010 | Bonded by Blood                   | Anna Richards             |                                                 |
| 2011 | New Tricks                        | Marie Braden              | serie de TV (1 episodio: "Old Fossils")         |
| 2012 | This is Vanity (This is Iniquity) | Angela                    | Película (cortometraje)                         |